# ان‌جی‌سی ۱۷۲۱
ان‌جی‌سی ۱۷۲۱ (انگلیسی: NGC 1721) نام یک کهکشان عدسی در صورت فلکی جوی است.